# Spilosoma takamukuana
Spilosoma takamukuana är en fjärilsart som beskrevs av Matsumura 1927. Spilosoma takamukuana ingår i släktet Spilosoma och familjen björnspinnare. Inga underarter finns listade i Catalogue of Life.